# Kimnotyze
Kimnotyze es el sencillo principal de Lil' Kim para el segundo álbum del productor discográfico DJ Tomekk, Beat of Life Vol. 1. Fue lanzado únicamente en Suiza, Austria y Alemania. La canción tuvo éxito, convirtiéndose en el tercer Top 10 consecutivo de Lil' Kim en Alemania después de su éxito número 1 "Lady Marmalade" con Christina Aguilera, Mýa, Pink y Missy Elliott y su éxito número 3 "In the Air Tonite" con Phil Collins. Ella es la única rapera que logra esto en Alemania.
La canción está principalmente en inglés, pero también contiene letras en alemán, en particular un rap de Trooper Da Don y el recurrente "Gib's mir richtig, ganz egal wo" de Kim (Dámelo bien, no importa dónde). La canción muestra el ritmo instrumental de "Juicy Fruit" de Mtume y su estribillo es una reinterpretación de la exitosa canción "Hypnotize" de Notorious B.I.G. La canción también incluye la melodía principal de la versión alemana de Barrio Sésamo transpuesta a escala menor.